# Estádio José Wilson Alves Ferreira
O Estádio José Wilson Alves Ferreira, também conhecido por Bigodão, é um estádio de futebol localizado na cidade de Colinas do Tocantins, no estado de Tocantins, pertence ao Governo Municipal e tem capacidade para 1.200 pessoas.